# Benjamin Gibbard
Pour les articles homonymes, voir Gibbard.
Benjamin Gibbard, né le 11 août 1976 à Bremerton (Washington) et résidant actuellement à Seattle (Washington), est un musicien américain reconnu pour ses chansons poétiques, impliqué dans plusieurs groupes indie.
Il est le chanteur principal de Death Cab for Cutie, et fait partie des groupes The Postal Service et All-Time Quaterback.

## Discographie

### Ben Gibbard
- Home Volume V (A split LP with Andrew Kenny) (2003)
- Former Lives (2012)
- Bandwagonesque (2017)

### Death Cab for Cutie

#### Albums studio
- You Can Play These Songs with Chords (1997)
- Something About Airplanes (1998)
- We Have the Facts and We're Voting Yes (2000)
- The Photo Album (2001)
- Transatlanticism (2003)
- Plans (2005)
- Narrow Stairs (2008)
- Codes and Keys (2011)
- Kintsugi (2015)
- Thank You For Today (2018)

#### EP
- The Forbidden Love EP (2000)
- The Stability EP (2002)
- Studio X Sessions EP (2004)
- The John Byrd EP (2005)
- Crooked Teeth EP (2006)
- The Open Door EP (2009)
- The Blue EP (2019)

### The Postal Service

#### Album studio
- Give Up (2003)

#### Live album
- Everything will change (2014)

### All-Time Quaterback
- ¡All-Time Quarterback!(1999/2002)

## Famille
Il a épousé, le 19 septembre 2009, l'actrice et chanteuse Zooey Deschanel. Il a divorcé en 2011.